# William H. Worthington
William Hord Worthington (Harrodsburg, Mercer megye, Kentucky, 1828. november 2. – Corinth, Alcorn megye, Mississippi, 1862. május 22.) amerikai ügyvéd, farmer és katonatiszt volt. Az amerikai polgárháború alatt ő volt az 5. Iowa önkéntes gyalogos ezred első parancsnoka.

## Ifjúkora
Apja John Tolly Worthington tiszteletes volt, akit "odaadó kereszténynek és lelkes hazafinak" neveztek. Anyja nem sokkal a születése után meghalt. Nagybátyja, William Hord őrnagy, a neves kentuckyi úriember örökbe fogadta és nevelte. 
Mindkét nagyapja – Edward Worthington és Gabriel Slaughter – közismert kentuckyi határőr volt. Worthington származása James Monroe elnökig vezethető vissza. 
Louisville-ben tanult, majd egy vendég lengyel tiszttel való találkozás után kezdett érdeklődni a katonai pályafutás iránt, melynek köszönhetően végül a Bacon Főiskolán végzett.

## Életpályája
A Bacon Főiskola elvégzése után megházasodott és farmerként telepedett le, ám mivel ebben nem volt túl sikeres, a jogi pályán folytatta karrierjét. Végül tagja lett az ügyvédi kamarának, és nyitott egy kis irodát Harrodsburgben. Ezt 1857-ben átköltöztette Iowába, ahol ügyvédként dolgozott 4 évig az amerikai polgárháború kezdetéig. 

### Katonai pályafutása
A polgárháború kezdetekor kapitányként szolgált egy keokuki katonai szervezetben, amelyet "Városi Lövészezrednek" hívtak. Katonai képességeire Samuel J. Kirkwood kormányzó hívta fel a figyelmet, aki fel is ajánlotta neki az ezredesi rangot az állami milíciában. Worthington eredeti szándéka az volt, hogy belép az állandó amerikai hadseregbe Washington Cityben, ám mivel nem volt üresedés, elfogadta a kormányzó ajánlatát. Július elején visszatért Iowába, majd 1861. július 15-én hivatalosan átvette az 5. Iowa önkéntes gyalogos ezred parancsnokságát. 
A háború első hónapjaiban az 5. Iowai Önkéntesek Worthington keze alatt egy nagyszerű és büszkeséggel teli időszakot mondhattak magukénak. Worthington az ezredével Missouriban szolgált, majd augusztus 14-én elhagyta a Jefferson laktanyát. Jefferson Citybe érkezve szeptember 1-jéig maradtak, majd Columbia, Boonville, Glasgow, Springfield és Syracuse felé vonultak. Visszafordulva Boonville irányába, 1862. február 20-án végül megérkeztek az Illinois állambeli Cairóba. Worthington és egysége még nem találkozott az ellenséges erőkkel, de így is az egyik legképzettebb és legfegyelmezettebb ezrednek tartották őket az önkéntes szolgálatok közül. Ennek eredményeként Worthington kezdetben nem volt túl népszerű az emberek körében, és gyakori volt a nyugtalanság és az elégedetlenség a szigorú fegyelem miatt. John Pope tábornok 1861 októberében elhangzott félhivatalos parancsában azt írta Worthingtonnak, hogy "az ezrede a legkatonásabban megjelenő ezred, amit Missouriban láttam." és elismerte az ő és emberei szolgálatait. Ezen kívül egy közlegényt is megmentett a Mississippi folyóba fulladástól, mely cselekedetével elnyerte az ezrede tiszteletét és megbecsülését.
Három Cairóban töltött nap után az embereivel átkelt a Mississippin, és a Missouri állambeli Bentonba vonult, ahonnan Pope tábornokot kísérte New Madridba. Kiváló teljesítményt nyújtott a 10-es számú sziget ostroma alatt, ahol a dandár a parancsnoksága alatt bevette Upper Fortot. A csata során az 5. iowai ezred A és B századát, valamint a 39. indianai ezred három századát vezette, amelyek végig bátran harcoltak. Miután 1862. április 7-én a 10-es számú szigetet megadásra kényszerítették, Worthington nem volt jelen, mikor az ezred vezető hadműveleteket hajtott végre a térségben. Corinth ostroma előtt egyesítette erőit Pope seregével a Hamburg-partraszállás során a Tennessee folyón.
Május 22-én a kora reggeli órákban, miközben a napi tiszti feladatait látta el, egy őr tévedésből lelőtte és meghalt.

## Magánélete
1847-ben Worthington feleségül vette Anna Eliza Tomlinsont (1831–1909). Három gyermekük született, köztük: 
- Lucy Madison Worthington (1851–1945), aki feleségül ment Henry Clews angol bankár és íróhoz.

Worthingtont a keokuki Oakland temetőben temették el. 

### Leszármazottai
Lányán, Lucyn keresztül posztumusz nagyapja volt Elsie Worthington Clewsnak (1875–1941), egy antropológusnak, aki feleségül ment az Egyesült Államok képviselőjéhez, Herbert Parsonshoz, John Edward Parsons fiához; és Jr. Henry Clews (1876–1937) művésznek, aki 1901-ben feleségül vette a New York-i társaságbeli Louise Hollingsworth (született Morris) Gebhardot. Elváltak, és 1914-ben feleségül vette Elsie "Marie" (született Whelan) Goeletet, Robert Wilson Goelet első feleségét.  A franciaországi Château de la Napoule-ban éltek.

## Fordítás
- Ez a szócikk részben vagy egészben  a   William H. Worthington című angol Wikipédia-szócikk ezen változatának fordításán alapul.  Az eredeti cikk szerkesztőit annak laptörténete sorolja fel. Ez a jelzés csupán a megfogalmazás eredetét és a szerzői jogokat jelzi, nem szolgál a cikkben szereplő információk forrásmegjelöléseként.